# Cathcart, New South Wales
Cathcart är en ort i Australien. Den ligger i kommunen Snowy Monaro och delstaten New South Wales, i den sydöstra delen av landet, omkring 370 kilometer sydväst om delstatshuvudstaden Sydney. Antalet invånare är 267.
Runt Cathcart är det mycket glesbefolkat, med 2 invånare per kvadratkilometer.. Närmaste större samhälle är Bombala, omkring 14 kilometer sydväst om Cathcart.
Trakten runt Cathcart består till största delen av jordbruksmark. Genomsnittlig årsnederbörd är 1 125 millimeter. Den regnigaste månaden är juni, med i genomsnitt 161 mm nederbörd, och den torraste är juli, med 20 mm nederbörd.